# Тракзель, Дорис
Дорис Тракзель (нем. Doris Trachsel, род. 27 апреля 1984, Фрибур) — швейцарская лыжница, участница Олимпийских игр в Ванкувере. Наиболее успешно выступает в спринтерских гонках.

## Карьера
В Кубке мира Тракзель дебютировала в 2004 году, в январе 2006 года единственный раз в карьере попала в десятку лучших на этапе Кубка мира, в эстафете. Кроме этого на сегодняшний момент имеет 15 попаданий в тридцатку лучших на этапах Кубка мира, 6 в командных гонках и 9 в личных. Лучшим достижением Тракзель в общем итоговом зачёте Кубка мира является 68-е место в сезоне 2010/11.
На Олимпиаде-2010 в Ванкувере заняла 30-е место в спринте.
За свою карьеру принимала участие в двух чемпионатах мира, лучший результат — 11-е место в эстафете на чемпионате мира 2005 года, в личных гонках не поднималась выше 33-го места.
Использует лыжи и ботинки производства фирмы Fischer.